# WWE Draft 2023
WWE Draft 2023 był siedemnastym draftem amerykańskiej federacji wrestlingu World Wrestling Entertainment. Odbył się 28 kwietnia podczas odcinka programu WWE SmackDown w Corpus Christi w Teksasie i był emitowany na żywo w Stanach Zjednoczonych za pośrednictwem stacji Fox oraz 1 maja podczas odcinka programu WWE Raw w Fort Worth także w Teksasie i był emitowany na żywo za pośrednictwem stacji USA Network.

## Produkcja

### Tło
Draft nie odbył się w 2022 roku, a podział na brandy stawał się coraz bardziej niejasny, ale 7 kwietnia 2023 roku, na odcinku SmackDown, dyrektor WWE Triple H ogłosił draft na 2023 rok i stwierdził, że każdy wrestler WWE może być uwzględniony w draftcie. W następnym tygodniu, potwierdzono daty 17. draftu WWE, który rozpocznie się 28 kwietnia odcinkiem Friday Night SmackDown, a zakończy się 1 maja odcinkiem Monday Night Raw, ze SmackDown emitowanym w Fox i Raw na USA Network. To następnie przenosi draft z powrotem do jego tradycyjnego miejsca po WrestleManii, po tym jak ostatnie trzy drafty odbyły się w październiku. Szczegóły formatu draftu 2023 nie zostały jeszcze ujawnione. Pule draftu, do których wrestlerzy mogą być wybierani każdej nocy, zostały ujawnione 27 kwietnia.

## Przebieg draftu

### Część 1:SmackDown(28 kwietnia)
| Runda | Wybór # | Zawodnik                                                             | Brand przed draftem | Brand po drafcie | Rola                                                                   | Wybór brandu # |
| ----- | ------- | -------------------------------------------------------------------- | ------------------- | ---------------- | ---------------------------------------------------------------------- | -------------- |
| 1     | 1       | The Bloodline (Roman Reigns i Solo Sikoa z Paulem Heymanem)          | SmackDown           | SmackDown        | Męski Tag Team z menedżerem Undisputed WWE Universal Champion (Reigns) | 1              |
| 1     | 2       | Cody Rhodes                                                          | Raw                 | Raw              | Wrestler                                                               | 1              |
| 1     | 3       | Bianca Belair                                                        | Raw                 | SmackDown        | Wrestlerka Raw Women’s Champion                                        | 2              |
| 1     | 4       | Becky Lynch                                                          | Raw                 | Raw              | Wrestlerka                                                             | 2              |
| 2     | 5       | The Street Profits (Montez Ford i Angelo Dawkins)                    | Raw                 | SmackDown        | Męski Tag Team                                                         | 3              |
| 2     | 6       | Imperium (Gunther, Ludwig Kaiser i Giovanni Vinci)                   | SmackDown           | Raw              | Męska stajnia Intercontinental Champion (Gunther)                      | 3              |
| 2     | 7       | Edge                                                                 | Raw                 | SmackDown        | Wrestler WWE Hall of Famer                                             | 4              |
| 2     | 8       | Matt Riddle                                                          | Raw                 | Raw              | Wrestler                                                               | 4              |
| 3     | 9       | Bobby Lashley                                                        | Raw                 | SmackDown        | Wrestler                                                               | 5              |
| 3     | 10      | Drew McIntyre                                                        | SmackDown           | Raw              | Wrestler                                                               | 5              |
| 3     | 11      | The O.C. (AJ Styles, Luke Gallows, Karl Anderson i „Michin” Mia Yim) | Raw                 | SmackDown        | Mieszana stajnia                                                       | 6              |
| 3     | 12      | The Miz                                                              | Raw                 | Raw              | Wrestler                                                               | 6              |
| 4     | 13      | Damage CTRL (Bayley, Dakota Kai i Iyo Sky)                           | Raw                 | SmackDown        | Żeńska stajnia                                                         | 7              |
| 4     | 14      | Shinsuke Nakamura                                                    | SmackDown           | Raw              | Wrestler                                                               | 7              |
| 4     | 15      | Alba Fyre i Isla Dawn                                                | NXT                 | SmackDown        | Zeński Tag Team NXT Women’s Tag Team Championki                        | 8              |
| 4     | 16      | Indi Hartwell                                                        | NXT                 | Raw              | Wrestlerka NXT Women’s Champion                                        | 8              |

#### Dodatkowe wybory:SmackDown LowDown(29 kwietnia)
Ci wrestlerzy zostali uwzględnieni w puli draftu nocy 1, ale nie zostali zdraftowani. Ich wybory draftowe zostały ujawnione następnego dnia na SmackDown LowDown.
| Zawodnik                                               | Brand przed draftem             | Brand po drafcie | Rola                        |
| ------------------------------------------------------ | ------------------------------- | ---------------- | --------------------------- |
| Apollo Crews                                           | NXT                             | Raw              | Wrestler                    |
| Candice LeRae                                          | Raw                             | Raw              | Wrestlerka                  |
| Chelsea Green i Sonya Deville                          | Raw (Green) SmackDown (Deville) | Raw              | Zeński Tag Team             |
| Dexter Lumis                                           | Raw                             | Raw              | Wrestler                    |
| Hit Row (Ashante „Thee” Adonis, B-Fab i Top Dolla)     | SmackDown                       | SmackDown        | Mieszana stajnia            |
| JD McDonagh                                            | NXT                             | Raw              | Wrestler                    |
| Lacey Evans                                            | SmackDown                       | SmackDown        | Wrestlerka                  |
| Maximum Male Models (ma.çé i mån.sôör z Maxxine Dupri) | Raw                             | Raw              | Męski Tag Team z menedżerką |
| Natalya                                                | SmackDown                       | Raw              | Wrestlerka                  |
| The Viking Raiders (Erik i Ivar z Valhallą)            | SmackDown                       | Raw              | Męski Tag Team z menedżerką |
| Zoey Stark                                             | NXT                             | Raw              | Wrestlerka                  |

### Część 2:Raw(1 maja)
| Runda | Wybór # | Zawodnik                                                                                      | Brand przed draftem          | Brand po drafcie | Rola                                             | Wybór brandu # |
| ----- | ------- | --------------------------------------------------------------------------------------------- | ---------------------------- | ---------------- | ------------------------------------------------ | -------------- |
| 1     | 1       | Rhea Ripley                                                                                   | SmackDown                    | Raw              | Wrestlerka SmackDown Women’s Champion            | 1              |
| 1     | 2       | Austin Theory                                                                                 | Raw                          | SmackDown        | Wrestler United States Champion                  | 1              |
| 1     | 3       | Seth „Freakin” Rollins                                                                        | Raw                          | Raw              | Wrestler                                         | 2              |
| 1     | 4       | Charlotte Flair                                                                               | SmackDown                    | SmackDown        | Wrestlerka                                       | 2              |
| 2     | 5       | Kevin Owens i Sami Zayn                                                                       | Raw (Owens) SmackDown (Zayn) | Raw              | Męski Tag Team Undisputed WWE Tag Team Championi | 3              |
| 2     | 6       | The Usos (Jey Uso i Jimmy Uso)                                                                | SmackDown                    | SmackDown        | Męski Tag Team                                   | 3              |
| 2     | 7       | The Judgment Day (Finn Bálor, Damian Priest i Dominik Mysterio)                               | Raw                          | Raw              | Męska stajnia                                    | 4              |
| 2     | 8       | Latino World Order (Rey Mysterio, Santos Escobar, Cruz Del Toro, Joaquin Wilde i Zelina Vega) | SmackDown                    | SmackDown        | Mieszana stajnia                                 | 4              |
| 3     | 9       | Raquel Rodriguez i Liv Morgan                                                                 | SmackDown                    | Raw              | Żeński Tag Team WWE Women’s Tag Team Championki  | 5              |
| 3     | 10      | Asuka                                                                                         | Raw                          | SmackDown        | Wrestlerka                                       | 5              |
| 3     | 11      | The New Day (Kofi Kingston i Xavier Woods)                                                    | SmackDown                    | Raw              | Męski Tag Team                                   | 6              |
| 3     | 12      | The Brawling Brutes (Sheamus, Ridge Holland i Butch)                                          | SmackDown                    | SmackDown        | Męska stajnia                                    | 6              |
| 4     | 13      | Trish Stratus                                                                                 | Raw                          | Raw              | Wrestlerka WWE Hall of Famer                     | 7              |
| 4     | 14      | Karrion Kross ze Scarlett                                                                     | SmackDown                    | SmackDown        | Wrestler i menedżerka                            | 7              |
| 4     | 15      | Ronda Rousey i Shayna Baszler                                                                 | SmackDown                    | Raw              | Żeński Tag Team                                  | 8              |
| 4     | 16      | LA Knight                                                                                     | SmackDown                    | SmackDown        | Wrestler                                         | 8              |
| 5     | 17      | Braun Strowman i Ricochet                                                                     | SmackDown                    | Raw              | Męski Tag Team                                   | 9              |
| 5     | 18      | Shotzi                                                                                        | SmackDown                    | SmackDown        | Wrestlerka                                       | 9              |
| 5     | 19      | Bronson Reed                                                                                  | Raw                          | Raw              | Wrestler                                         | 10             |
| 5     | 20      | Pretty Deadly (Elton Prince i Kit Wilson)                                                     | NXT                          | SmackDown        | Męski Tag Team                                   | 10             |
| 6     | 21      | Alpha Academy (Chad Gable i Otis)                                                             | Raw                          | Raw              | Męski Tag Team                                   | 11             |
| 6     | 22      | Rick Boogs                                                                                    | Raw                          | SmackDown        | Wrestler                                         | 11             |
| 6     | 23      | Katana Chance i Kayden Carter                                                                 | NXT                          | Raw              | Zeński Tag Team                                  | 12             |
| 6     | 24      | Cameron Grimes                                                                                | NXT                          | SmackDown        | Wrestler                                         | 12             |

#### Dodatkowe wybory:Raw Talk(1 maja)
Ci wrestlerzy zostali uwzględnieni w puli draftu nocy 2, ale nie zostali zdraftowani. Ich wybory draftowe zostały ujawnione tego samego dnia na Raw Talk.
| Zawodnik                                        | Brand przed draftem | Brand po drafcie | Rola           |
| ----------------------------------------------- | ------------------- | ---------------- | -------------- |
| Akira Tozawa                                    | Raw                 | Raw              | Wrestler       |
| Los Lotharios (Angel Garza i Humberto Carrillo) | Raw                 | Raw              | Męski Tag Team |
| Dana Brooke                                     | Raw                 | Raw              | Wrestlerka     |
| Emma                                            | SmackDown           | Raw              | Wrestlerka     |
| Grayson Waller                                  | NXT                 | SmackDown        | Wrestler       |
| Indus Sher (Jinder Mahal, Sanga i Veer Mahaan)  | NXT                 | Raw              | Męska stajnia  |
| Johnny Gargano                                  | Raw                 | Raw              | Wrestler       |
| Nikki Cross                                     | Raw                 | Raw              | Wrestlerka     |
| Odyssey Jones                                   | NXT                 | Raw              | Wrestler       |
| Piper Niven                                     | Raw                 | Raw              | Wrestlerka     |
| Riddick Moss                                    | SmackDown           | Raw              | Wrestler       |
| Tamina                                          | Raw                 | SmackDown        | Wrestlerka     |
| Tegan Nox                                       | SmackDown           | Raw              | Wrestlerka     |
| Xia Li                                          | SmackDown           | Raw              | Wrestlerka     |

### Wolni agenci
Następujący wrestlerzy zostali ogłoszeni wolnymi agentami, głównie z powodu wycofania się z draftu podczas ich odpowiedniej nocy draftu. Wolni agenci mogą pojawiać się zarówno w brandach Raw, jak i SmackDown.
| Zawodnik                            | Brand przed draftem | Data             | Rola                | Dodatkowe informacje |
| ----------------------------------- | ------------------- | ---------------- | ------------------- | --- |
| Baron Corbin                        | Raw                 | 1 maja 2023      | Wrestler            | Ogłoszony jako wolny agent podczas dodatkowego draftu drugiej nocy. |
| Brock Lesnar                        | Wolny agent         | 1 maja 2023      | Wrestler            | Podczas drugiej nocy draftu Triple H ogłosił, że Lesnar, który początkowo był włączony do puli draftu drugiej nocy, renegocjował swój status wolnego agenta, aby mógł nadal pojawiać się w obu brandach.                                                                            |
| Cedric Alexander i Shelton Benjamin | Raw                 | 1 maja 2023      | Męski Tag Team      | Ogłoszeni jako wolni agenci podczas dodatkowego draftu drugiej nocy. |
| Dolph Ziggler                       | Raw                 | 29 kwietnia 2023 | Wrestler            | Ogłoszony jako wolny agent podczas dodatkowego draftu pierwszej nocy. |
| Elias                               | Raw                 | 1 maja 2023      | Wrestler            | Ogłoszony jako wolny agent podczas dodatkowego draftu drugiej nocy. |
| Mustafa Ali                         | Raw                 | 29 kwietnia 2023 | Wrestler            | Ogłoszony jako wolny agent podczas dodatkowego draftu pierwszej nocy. |
| Omos z MVP                          | Raw                 | 29 kwietnia 2023 | Wrestler i menedżer | MVP wynegocjował status wolnego agenta Omosa, aby zmaksymalizować jego widoczność w obu brandach. |
| Von Wagner                          | NXT                 | 29 kwietnia 2023 | Wrestler            | Chociaż początkowo nie był uwzględniony w puli draftu pierwszej nocy, Wagner został ujawniony jako jeden z wybranych wrestlerów NXT dostępnych do draftu na SmackDown LowDown. Został ogłoszony wolnym agentem po wycofaniu się z draftu podczas dodatkowego draftu pierwszej nocy. |
| Xyon Quinn                          | NXT                 | 1 maja 2023      | Wrestler            | Chociaż początkowo nie był uwzględniony w puli draftu drugiej nocy, Quinn został ujawniony jako jeden z wybranych wrestlerów NXT dostępnych do draftu na Raw Talk. Został ogłoszony wolnym agentem po wycofaniu się z draftu podczas dodatkowego draftu drugiej nocy.               |

### Nieprzypisani
Kilku wrestlerów nie zostało uwzględnionych w żadnej z puli draftu i z kolei zostało wolnymi agentami z powodu kontuzji lub braku aktywności.
| Zawodnik              | Brand przed draftem | Powód, dla którego zawodnik nie był częścią draftu                                               | Status po powrocie | Data              | Rola       | Dodatkowe informacje |
| --------------------- | ------------------- | ------------------------------------------------------------------------------------------------ | ------------------ | ----------------- | ---------- | --- |
| Logan Paul            | Wolny agent         | Kontrakt part-time                                                                               | Wolny agent        | 19 czerwca 2023   | Wrestler   | Paul pojawiał się w ograniczonej liczbie występów rocznie. Ostatni raz pojawił się na pierwszej nocy WrestleManii 39 1 kwietnia 2023 roku. Po powrocie 19 czerwca 2023 roku na odcinku Raw, Paul walczyłby w Money in the Bank ladder matchu o kontrakt na walkę o męskie mistrzostwo. |
| Tommaso Ciampa        | Raw                 | Nieaktywny z powodu kontuzji biodra                                                              | Raw                | 19 czerwca 2023   | Wrestler   | Ostatnio wystąpił 17 września 2022 na odcinku Raw. Powrócił 19 czerwca 2023 na odcinku Raw w walce z The Mizem. |
| Gable Steveson        | Raw                 | Nieaktywny z powodu treningu do Igrzysk Olimpijskich 2024                                        | NXT                | 25 lipca 2023     | Wrestler   | Steveson został zdraftowany na Raw w drafcie 2021, ale nie miał jeszcze swojej debiutanckiej walki w WWE, ponieważ nadal trenuje w WWE Performance Center. Oprócz treningu w Performance Center, wystąpił kilka razy w programach telewizyjnych WWE, a jego ostatni występ miał miejsce 9 grudnia 2022 roku na odcinku SmackDown z okazji urodzin Kurta Angle’a. Powrócił 20 czerwca 2023 i zaczął okazjonalnie pojawiać się, zanim zdecydował się dołączyć do NXT 25 lipca. |
| Robert Roode          | Raw                 | Nieaktywny z powodu operacji szyi                                                                | Producent          | 5 sierpnia 2023   | Wrestler   | Ostatnio wystąpił 6 czerwca 2022 na odcinku Raw. W sierpniu 2023 roku rozpoczął pracę za kulisami jako producent, a jego pierwszym oficjalnym występem był tegoroczny SummerSlam. |
| Bray Wyatt            | SmackDown           | Był nieaktywny z powodu zarażenia się wirusem COVID-19, który zaostrzył istniejącą chorobę serca | Zmarł              | 24 sierpnia 2023  | Wrestler   | Ostatnio wystąpił 24 lutego 2023 na odcinku SmackDown. 24 sierpnia 2023 roku Wyatt niespodziewanie zmarł na atak serca. |
| Aliyah                | SmackDown           | Nieaktywna z powodu nieznanych przyczyn                                                          | Zwolniona          | 21 września 2023  | Wrestlerka | Ostatnio wystąpiła 12 września 2022 na odcinku Raw. Zwolniona z kontraktu z WWE 21 września 2023 roku. |
| Shanky                | SmackDown           | Nieaktywny z powodu nieznanych przyczyn                                                          | Zwolniony          | 21 września 2023  | Wrestler   | Ostatnio wystąpił 22 lipca 2022 na odcinku SmackDown. Powrócił na galę Superstar Spectacle w Indiach 8 września 2023 roku, ale nie przypisano żadnego brandu; jednakże został zwolniony z kontraktu z WWE 21 września 2023 roku. |
| Randy Orton           | Raw                 | Nieaktywny z powodu kontuzji pleców                                                              | SmackDown          | 25 listopada 2023 | Wrestler   | Ostatnio wystąpił 20 maja 2022 na odcinku SmackDown. Powrócił na Survivor Series: WarGames 25 listopada 2023 roku. 1 grudnia na odcinku SmackDown, został ujawniony jako wolny agent przed podpisaniem kontraktu, który miał miejsce tej nocy, kiedy podpisał kontrakt ze SmackDown. |
| R-Truth               | Raw                 | Nieaktywny z powodu rozdarcia mięśnia czworogłowego                                              | Raw                | 27 listopada 2023 | Wrestler   | Ostatnio wystąpił 1 listopada 2022 na odcinku NXT. Powrócił na Survivor Series: WarGames 25 listopada 2023 roku podczas segmentu za kulisami obejmującego wrestlerów różnych brandów, ale nie przypisano wtedy mu żadnego brandu. |
| Big E                 | SmackDown           | Nieaktywny z powodu kontuzji szyi                                                                | Komentator         | 6 kwietnia 2024   | Wrestler   | Ostatnio wystąpił 11 marca 2022 na odcinku SmackDown. Począwszy od WrestleManii XL, Big E zaczął regularnie pojawiać się jako panelista przed i po pokazach PLE. |
| Bo Dallas/Uncle Howdy | SmackDown           | Nieaktywny z powodu nieobecności Wyatta, ale po śmierci Wyatta status Howdy’ego był nieznany     | Raw                | 17 czerwca 2024   | Wrestler   | Ostatnio wystąpił 3 marca 2023 na odcinku SmackDown. Powrócił 17 czerwca 2024 na odcinku Raw. |
| Alexa Bliss           | Raw                 | Nieaktywna z powodu ciąży                                                                        | SmackDown          | 1 lutego 2025     | Wrestlerka | Ostatnio wystąpiła na Royal Rumble 2023. Powróciła na Royal Rumble 1 lutego 2025 roku, a następnie została przydzielona do SmackDown 7 lutego. |
| Carmella              | Raw                 | Nieaktywna z powodu ciąży                                                                        | Zwolniona          | 21 lutego 2025    | Wrestlerka | Ostatnio wystąpiła 31 marca 2023 na ujawnieniu stage’u WrestleManii 39. Jej kontrakt z WWE wygasł w lutym 2025 roku i nie został przedłużony. |